# Raúl Arellano
Raúl Arellano Villegas (28 de fevereiro de 1935 - 12 de outubro de 1997) foi um futebolista mexicano que atuava como atacante.

## Carreira
Raúl Arellano fez parte do elenco da Seleção Mexicana de Futebol, na Copa do Mundo de 1954.